# Samuel Werner von Troil
Samuel Werner von Troil, född 3 april 1798 i Stockholm, död 27 augusti 1865 i Tavastehus, var en finländsk ämbetsman. Han var son till Knut von Troil samt far till Werner och Gösta von Troil.
Samuel Werner von Troil var guvernör i S:t Michels, senare i Tavastehus län 1856–1863. Från honom härstammar de medlemmar av ätten von Troil som nu lever i Finland (ätten är utdöd i Sverige).